# 푸르족

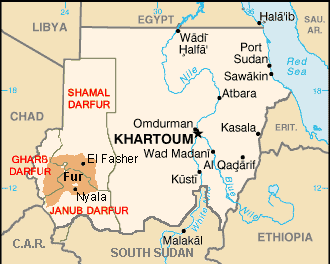
푸르족의 전통적 거주 지역

푸르족(Fur, 아랍어: فور)은 수단 서부의 다르푸르 지역에서 다수를 이루는 민족집단이다. 나일사하라어족 계통의 푸르어를 사용한다. 인구는 약 1백만 명으로 추산된다.
농경을 활발히 하나 소떼를 몰기도 한다. 상당한 양의 가축 떼를 축적한 일부 푸르족은 인근의 바까라 아랍인들과 비슷하게 더 유목적인 생활을 발전시켰다. 이렇게 목축민이 된 집단은 문화적으로 바까라족의 일부로 여겨진다. 카넴-보르누 제국의 영향으로 모두 수니파 이슬람교를 믿는다.

## 같이 보기
- 다르푸르